# Kabupaten Cianjur
Kabupaten Cianjur är ett kabupaten i Indonesien.   Det ligger i provinsen Jawa Barat, i den västra delen av landet, 70 km söder om huvudstaden Jakarta. Antalet invånare är 2 323 667.